# Ammopelmatus kelsoensis
Ammopelmatus kelsoensis, comumente chamada de grilo de kelso, é uma espécie de insecto da família Stenopelmatidae.
É endémica das dunas de Kelso, nos Estados Unidos da América.

## Descrição
Os grilos de kelso são insetos ortópteros grandes. 
O gênero Ammopelmatus difere de outros gêneros de grilos por ter espinhos tibiais vestigiais ou ausentes nas margens dorsais apicais das tíbias caudais, assim como um esporão mediano ou pré-subapical na superfície ventral do foretibiae ausente. Os caracteres das pernas, como a forma de espinhos e esporões, são importantes para diferenciar as espécies desse gênero.
Ammopelmatus kelsoensis tem esporões tibiais apicais curtos e espatulados e calcares. A tíbia anterior possui apenas dois pequenos espinhos ventrais, e a tíbia posterior possui apenas um ventral. Anéis de 6 calcares caudais apicais quase uniformes e espatulados para habitats arenicoloso. A coloração é uniformemente alaranjada.

## Habitat
Suas pernas curtas e robustas, com espinhos e esporões reduzidos, são bem adaptadas para uma existência arenícola ou de toca.